# Le portrait de son père
Le portrait de son père è un film del 1953 diretto da André Berthomieu.